# Alticorpus
Alticorpus  (лат.) — небольшой род лучепёрых рыб семейства цихловых, эндемиков озера Малави (Ньяса) в Восточной Африке. Впервые описан в 1988 году . В состав рода включают пять видов.

## Характеристика
Alticorpus — представители группы Утака, достигающие длины 12—23 см. Отличительной особенностью данного рода являются довольно высокое тело по сравнению с большинством других родов группы Утака, костный выступ под нижней челюстью, увеличенные отверстия на боковой линии и 6—8 вертикальных тёмных полос на фоне светло-серебристого тела . У Alticorpus половой диморфизм отсутствует или малозаметен.
Название Alticorpus происходит от слов «altus» (от лат. «высокий») и «corpus» (от лат. «тело»), так как представители этого рода относительно высокотелы.

## Места обитания и питание
Рыбы рода Alticorpus обитают на большой глубине восточноафриканского озера Малави (Ньяса) (от 50 до 160 м) в песчаных или илистых биотопах. Питаются в основном живым кормом, выискивая в песке или иле. Особенности питания хорошо не изучены, возможно, особым образом «сканируют» песчаное или илистое дно.

## Поведение и размножение
Нерестовое поведение в естественной среде не изучено,  тому мешает глубоководный образ жизни этих цихлид.

## Содержание в аквариуме
Не представляют ценности для аквариумистов, так как при современных способах рыбной ловли в озере не удается «поднимать» представителей этого рода с глубины живыми.

## Виды
Здесь приведены виды Alticorpus по FishBase (A Global Information System on Fishes).
- Alticorpus geoffreyi (Snoeks & Walpa, 2004)
- Alticorpus macrocleithrum ( Stauffer & McKaye, 1985), ранее Cyrtocara macrocleithrum
- Alticorpus mentale ( Stauffer & McKaye, 1988)
- Alticorpus peterdaviesi ( Burgess & Axelrod, 1973), ранее Trematocranus peterdaviesi
- Alticorpus profundicola ( Stauffer & McKaye, 1988)